# 赵梴
趙梴（1112年—1137年），宋朝皇子。宋徽宗赵佶的第二十三子，生母大王貴妃。政和四年十一月初六丁丑（1114年12月4日），宋徽宗封子赵梴为相国公。随后靖康之变爆发，趙梴等宋徽宗几个幼子都没有来得及封王爵。
靖康之变时候有个名叫李浩的男子因为相貌酷似赵梴，被金兵错抓。宋钦宗因秘密策划让赵梴借此机会逃跑，但没有机会，于是隐瞒了建安郡王趙柍的死讯，由赵梴代替趙柍，李浩代替赵梴。由于完颜设也马（强娶赵梴之异母姊洵德帝姬为妾）的周旋，赵梴没有被追究，到达金国後得以和李浩俱迁往燕山居住，并各自被完颜设也马赏给一名女俘虏为妻。赵梴娶妻陈桃花，公元1128年五月生下儿子赵成功。1130年生次子赵成式。

## 妻
1. 韩氏（1113年-？），靖康之变被俘，1130年改嫁给顶替了赵梴身份的李浩。
2. 陈桃花（1108年-？），原为宋徽宗的女官，封夫人，靖康之变被俘，归完颜设也马为婢妾[5]，后被赏给赵梴为妻[1]。生下兩個兒子趙成功（1128年生）、趙成式（1130年生）。
3. 孔令则（1113年-？），原为建安郡王趙柍之妻，靖康之变被俘，归完颜斜保，1130年改嫁给代替了趙柍身份的赵梴[6]。